# Пластмасса

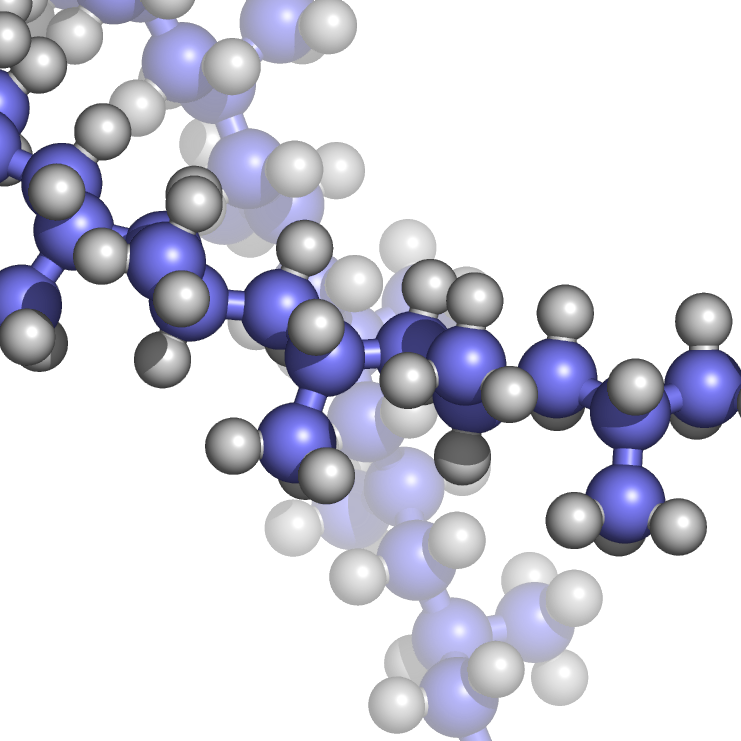
Цепочки молекул полипропилена

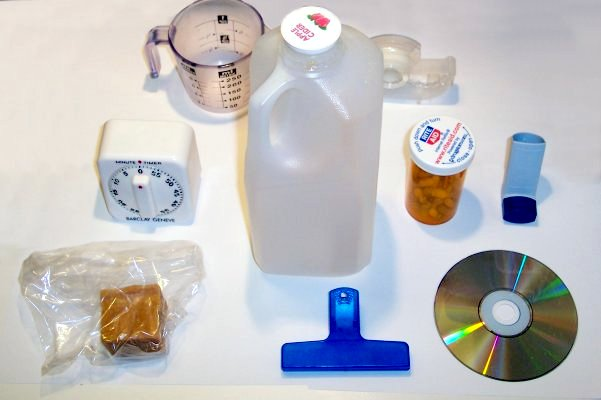
Предметы быта, полностью или частично сделанные из пластмассы

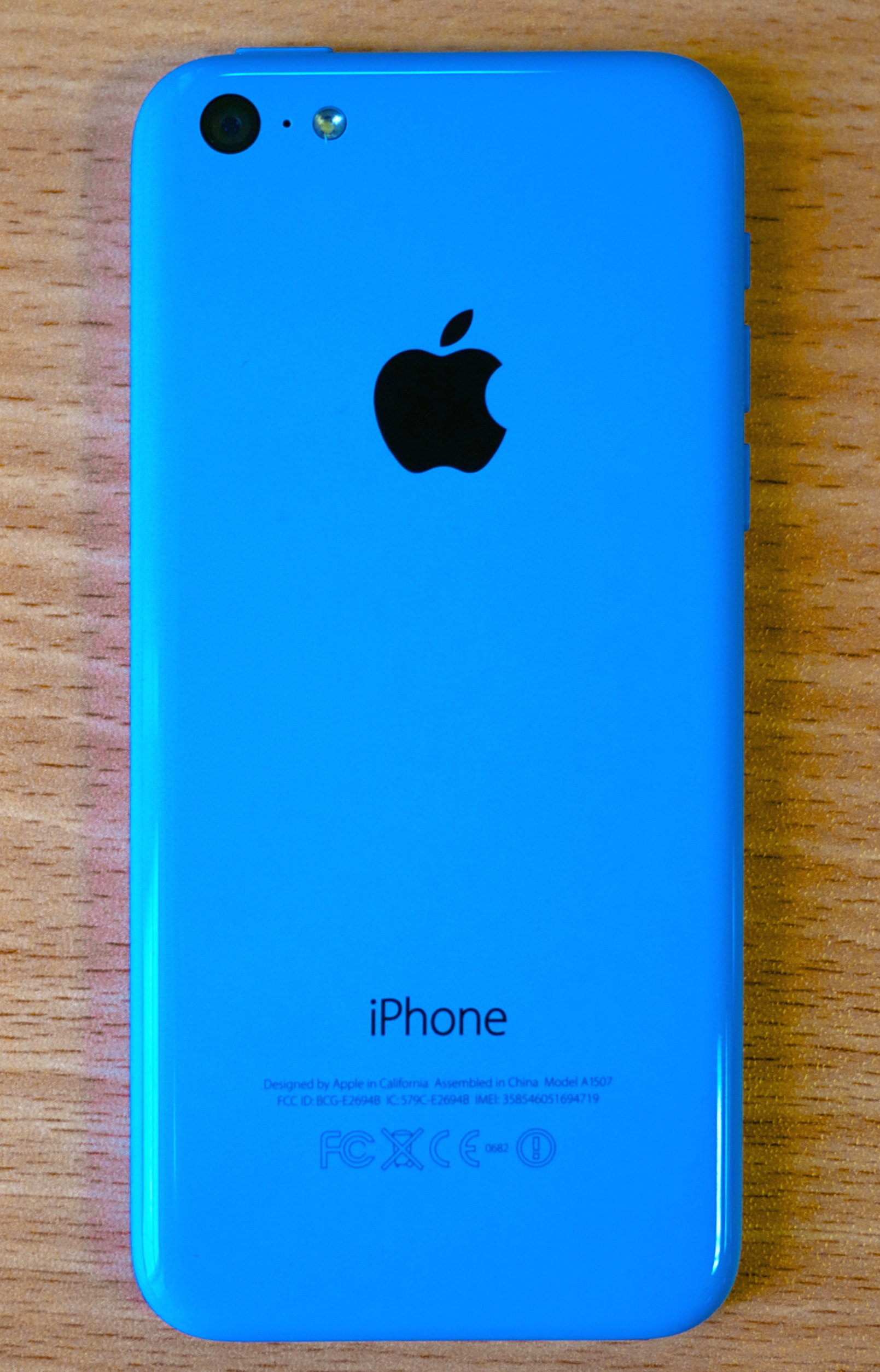
iPhone 5c, смартфон в корпусе моноблока из поликарбоната

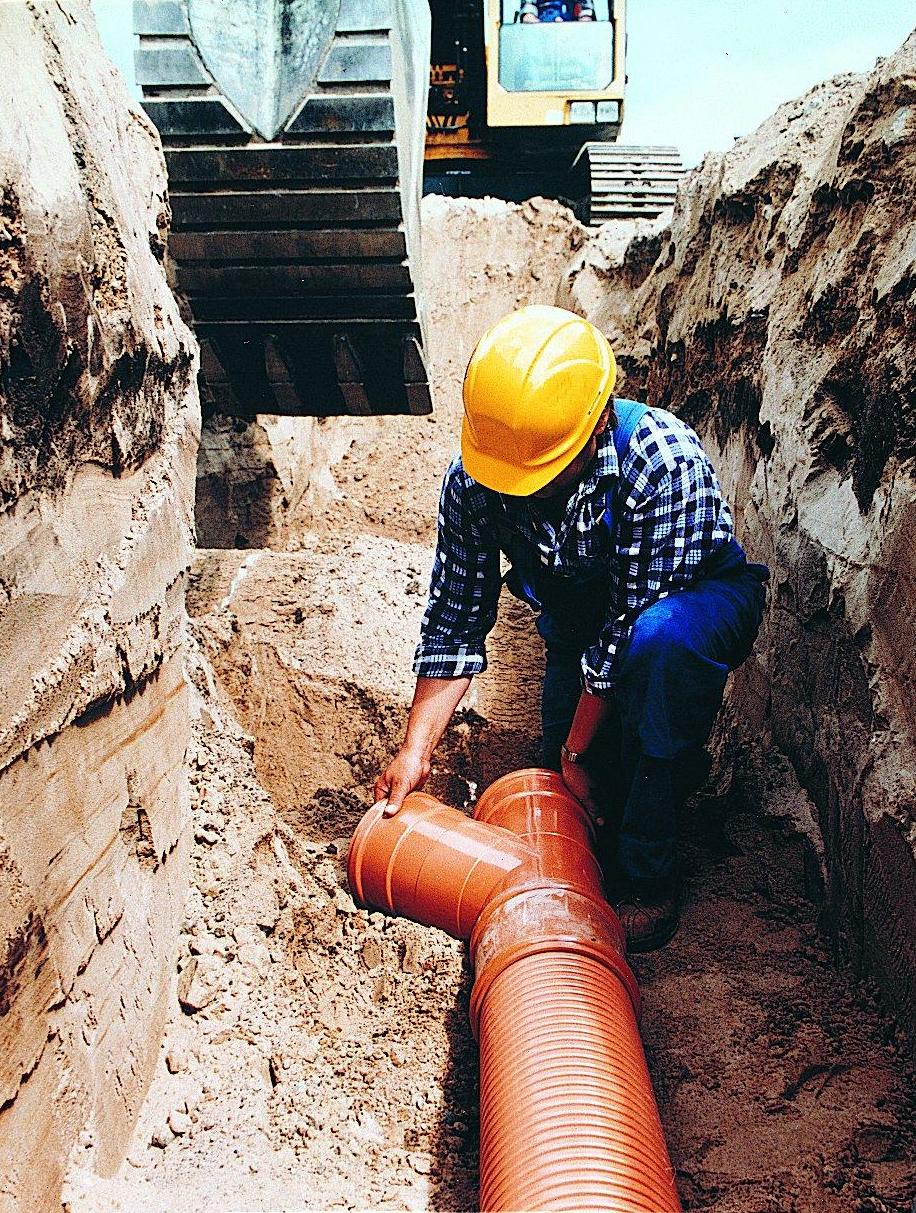
ПВХ широко используется в канализационных трубах из-за своей низкой стоимости, химической стойкости и простоты соединения

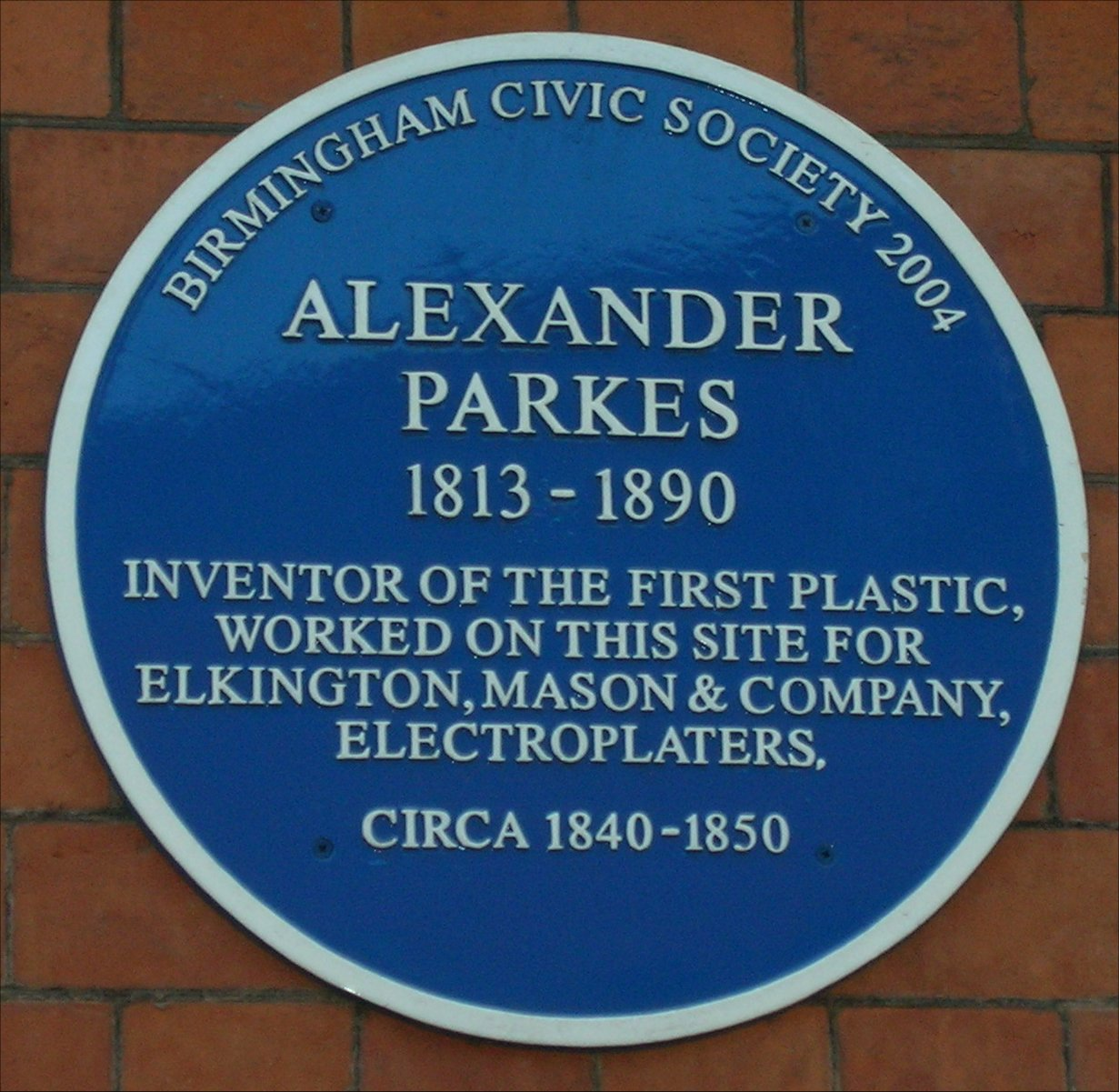
Мемориальная доска в память о Парксе в Бирмингемском музее науки

Производство первичного пластика по типу полимера

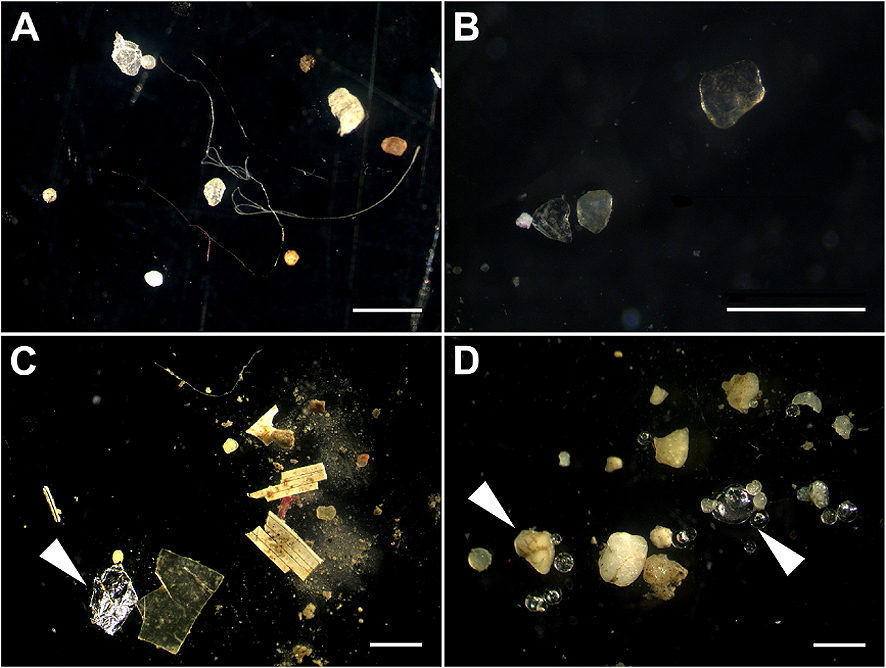
Микропластик в донных отложениях четырёх рек Германии. Обратите внимание на различные формы, обозначенные белыми стрелками (белые полоски обозначают масштаб 1 мм)

Пластма́сса (пласти́ческая ма́сса, пластик) — это широкий спектр синтетических или полусинтетических материалов, которые используют полимеры в качестве основного ингредиента.
Название «пластмасса» происходит от слова пластичность и означает, что этот материал под действием нагревания и давления способен формироваться в твёрдые предметы различной формы и после охлаждения сохранять заданную форму. Процесс формования сопровождается переходом пластически деформируемого (вязкотекучего или высокоэластического) состояния в твёрдое состояние (стеклообразное или кристаллическое).
Широкое использование пластмасс в промышленности других сферах деятельности человека связано с такими их свойствами, как небольшая плотность, высокие пластичность, упругость, термо- и износоустойчивость, химическая и радиационная стойкость, незначительные электро- и теплопроводность, трещиностойкость в условиях значительных нагрузок и т.п. Наибольшее значение имеет применение пластмасс в автомобилестроении, авиа-, судо-, ракетостроении, медицине, производстве бытовой техники, строительстве.
С 1950 по 2019 год было произведено 6,3 млрд тонн пластмасс. В 2022 году было произведено 400 миллионов тонн пластика.
Важной задачей является вторичная переработка пластика. Несмотря на то, что пластмассы хорошо поддаются переработке, по состоянию на 2023 год в мире перерабатывается только 9% пластика, остальное вывозится на свалки или сжигается.

## История
Первая пластмасса была получена английским металлургом и изобретателем Александром Парксом в 1855 году. Паркс назвал её паркезин (позже получило распространение другое название — целлулоид). Паркезин был впервые представлен на Большой Международной выставке в Лондоне в 1862 году. Развитие пластмасс началось с использования природных пластических материалов (шеллака), затем продолжилось с использованием химически модифицированных природных материалов (резина, нитроцеллюлоза, коллаген, галалит) и, наконец, пришло к полностью синтетическим молекулам (бакелит, эпоксидная смола, поливинилхлорид, полиэтилен и другие).
Паркезин являлся торговой маркой первого искусственного пластика и был сделан из целлюлозы, обработанной азотной кислотой и растворителем. Паркезин часто называли искусственной слоновой костью. В 1866 году Паркс создал фирму Parkesine Company для массового производства материала. Однако в 1868 году компания разорилась из-за плохого качества продукции, так как Паркс пытался сократить расходы на производство. Преемником паркезина стал ксилонит (другое название того же материала), производившийся компанией Даниэля Спилла, бывшего сотрудника Паркса, и целлулоид, производившийся Джоном Уэсли Хайатом. Первоначально целлулоид стал использоваться там, где раньше использовали слоновую кость, в частности, для изготовления бильярдных шаров, клавиш пианино, искусственных зубов.
В 1907 году бельгийский и американский химик Лео Бакеланд изобрёл бакелит — первую недорогую, негорючую и полностью синтетическую пластмассу универсального применения. Америка электрифицировалась, ей требовался материал для изоляторов, который мог заменить эбонит или шеллак. Но оказалось, что бакелит подходит для механизированного массового производства очень многих вещей. После создания бакелита многие фирмы оценили потенциал пластиков и стали проводить исследования с целью создания новых пластиков.
В России также велись работы по созданию пластических масс на основе фенола и формальдегида. В 1913—1914 годах на шёлкоткацкой фабрике в деревне Дубровке в окрестностях г. Орехова-Зуева Г. С. Петров совместно В. И. Лисевым и К. И. Тарасовым синтезирует первую русскую пластмассу — карболит и организует её производство. Своё название карболит получил от карболовой кислоты, другого названия фенола. В дальнейшем Григорий Семёнович Петров продолжает работу по усовершенствованию пластмасс и разрабатывает текстолит.
Полиэтилен был открыт в марте 1933 года Реджинальдом Гибсоном и Эриком Фосеттом, химиками-исследователями из Великобритании, а технология его производства разработана в 1935 году. Поливинилхлорид был впервые создан немецким химиком Ойгеном Бауманом в 1872 году, но только в конце 1920-х годов в США удалось наладить его коммерчески успешное производство. Коммерческое производство полистирола было начато в 1930-х годах немецкой компанией BASF, а в США — в 1937 году. Полиэтилентерефталат (ПЭТ) был получен сотрудниками американский компании Calico в 1941 году, лицензия на него была передана компании DuPont, которая начала производство в начале 1950-х годов. В целом, переход к повсеместному использованию пластика начался в 1940-е годы и активно осуществлялся в 1950-е годы.

## Типы пластмасс
В зависимости от природы полимера и характера его перехода из вязкотекучего в твёрдое состояние при формовании изделий пластмассы делят на:
- Термопласты (термопластичные пластмассы) — при нагреве расплавляются, а при охлаждении возвращаются в исходное состояние;
- Реактопласты (термореактивные пластмассы) — в начальном состоянии имеют линейную структуру макромолекул, а при некоторой температуре отверждения приобретают сетчатую. После отверждения не могут переходить в вязкотекучее состояние. Рабочие температуры выше, но при нагреве разрушаются и при последующем охлаждении не восстанавливают своих исходных свойств;
- Эластопласты – при повышенной температуре обладают текучестью, при нормальных температурах имеют резиноподобные свойства[12].

Также газонаполненные пластмассы — вспененные пластические массы, обладающие малой плотностью.

## Свойства
Основные механические характеристики пластмасс те же, что и для неметаллов. 

Пластмассы характеризуются малой плотностью (0,85—1,8 г/см³), чрезвычайно низкими электрической и тепловой проводимостями, не очень большой механической прочностью. При нагревании (часто с предварительным размягчением) они разлагаются. Не чувствительны к влажности, устойчивы к действию сильных кислот и оснований, отношение к органическим растворителям различное (в зависимости от химической природы полимера). Физиологически почти безвредны. Свойства пластмасс можно модифицировать методами сополимеризации или стереоспецифической полимеризации, путём сочетания различных пластмасс друг с другом или с другими материалами, такими как стеклянное волокно, текстильная ткань, введением наполнителей и красителей, пластификаторов, тепло- и светостабилизаторов, облучения и др., а также варьированием сырья, например, использование соответствующих полиолов и диизоцианатов при получении полиуретанов.
Твёрдость пластмасс определяется по Бринеллю при нагрузках 50—250 кгс на шарик диаметром 5 мм.
Теплостойкость по Мартенсу — температура, при которой пластмассовый брусок с размерами 120 × 15 × 10 мм, изгибаемый при постоянном моменте, создающем наибольшее напряжение изгиба на гранях 120 × 15 мм, равное 50 кгс/см², разрушится или изогнётся так, что укреплённый на конце образца рычаг длиной 210 мм переместится на 6 мм.
Теплостойкость по Вика — температура, при которой цилиндрический стержень диаметром 1,13 мм под действием груза массой 5 кг (для мягких пластмасс 1 кг) углубится в пластмассу на 1 мм.
Температура хрупкости (морозостойкость) — температура, при которой пластичный или эластичный материал при ударе может разрушиться хрупко.
Для придания особых свойств пластмассе в неё добавляют пластификаторы (силикон, дибутилфталат, ПЭГ и т. п.), антипирены (дифенилбутансульфокислота), антиоксиданты (трифенилфосфит, непредельные углеводороды).

## Получение
Производство синтетических пластмасс основано на реакциях полимеризации, поликонденсации или полиприсоединения низкомолекулярных исходных веществ, выделяемых из угля, нефти, природного газа и попутного нефтяного газа, таких, к примеру, как бензол, этилен, фенол, ацетилен и других мономеров. При этом образуются высокомолекулярные связи с большим числом исходных молекул (приставка «поли-» от греческого «много», например, этилен-полиэтилен).

## Применение
Пластмассы широко применяются во множестве отраслей. Наибольшая доля пластика применяется для производства упаковки, также он используется в строительстве (трубы, двери и окна, отделочные панели и т.п.), производстве одежды и обуви (синтетические ткани), потребительских товарах (игрушки, посуда, зубные щетки и т.п.), медицине, транспорте, электронике и т. п. В автомобилестроении использование пластмасс позволяет снизить массу транспортного средства на 20-30% и более, за счет чего снижается расход топлива.
Применение пластика в авиастроении позволяет снизить массу самолетов до 50%, что положительно влияет на их полезную нагрузку и дальность полета.
В области упаковки, полимеры обеспечивают оптимальный баланс массы упаковки, её защитных свойств, эксплуатационных характеристик, простоты обработки, эстетических качеств и экономических затрат. Пластиковая упаковка (в отличие от металлической или стеклянной) может быть как полностью герметичной, так и избирательно проницаемой, а также гибко реагировать на внешние воздействия (ударные нагрузки, свет, тепло и т. п.).
Согласно исследованию McKinsey, в 13 из 14 рассмотренных случаев применения пластмасс они  обеспечивают более низкие выбросы парниковых газов, чем альтернативы.
В медицине без использования полимеров невозможна реконструктивная хирургия сердца и сосудов, также из пластмасс изготавливается широкий профиль одноразовых медицинских изделий (катетеры, зонды, трубки, шприцы, капельницы и т. п.), детали и узлы медицинской техники, различные имплантанты и т. п.

## Методы обработки
- Литьё/литьё под давлением
- Экструзия
- Прессование
- Виброформование
- Вспенивание
- Отливка
- Сварка
- Вакуумная формовка и пр.
- Механическая обработка

Пластические массы, по сравнению с металлами, обладают повышенной упругой деформацией, вследствие чего при обработке пластмасс применяют более высокие давления, чем при обработке металлов. Применять какую-либо смазку, как правило, не рекомендуют; только в некоторых случаях при окончательной обработке допускают применение минерального масла. Охлаждать изделие и инструмент следует струёй воздуха.
Пластические массы более хрупки, чем металлы, поэтому при обработке пластмасс режущими инструментами надо применить высокие скорости резания и уменьшать подачу.
Износ инструмента при обработке пластмасс значительно больше, чем при обработке металлов, почему необходимо применять инструмент из высокоуглеродистой или быстрорежущей стали или же из твердых сплавов. Лезвия режущих инструментов надо затачивать, по возможности, более остро, пользуясь для этого мелкозернистыми кругами.
Пластмасса может быть обработана на токарном станке, может фрезероваться.
Для распиливания могут применяться ленточные пилы, дисковые пилы и карборундовые круги.

### Сварка
Соединение пластмасс между собой может осуществляться механически (с помощью фигурных профилей, болтов, заклепок и т. д.), химически (склеиванием, растворением с последующим высыханием), термически (сваркой). Из перечисленных способов соединения только при помощи сварки можно получить соединение без инородных материалов, а также соединение, которое по свойствам и составу будет максимально приближено к основному материалу. Поэтому сварка пластмасс нашла применение при изготовлении конструкций, к которым предъявляются повышенные требования к герметичности, прочности и другим свойствам.
Процесс сварки пластмасс состоит в образовании соединения за счёт контакта нагретых соединяемых поверхностей. Он может происходить при определённых условиях:
1. Повышенная температура. Её величина должна достигать температуры вязкотекучего состояния.
2. Плотный контакт свариваемых поверхностей.
3. Оптимальное время сварки — время выдержки.

Также следует отметить, что температурный коэффициент линейного расширения пластмасс в несколько раз больше, чем у металлов, поэтому в процессе сварки и охлаждения возникают остаточные напряжения и деформации, которые снижают прочность сварных соединений пластмасс.
На прочность сварных соединений пластмасс большое влияние оказывают химический состав, ориентация макромолекул, температура окружающей среды и другие факторы.
Применяются различные виды сварки пластмасс:
1. Сварка газовым теплоносителем с присадкой и без присадки
2. Сварка экструдируемой присадкой
3. Контактно-тепловая сварка оплавлением
4. Контактно-тепловая сварка проплавлением
5. Сварка в электрическом поле высокой частоты
6. Сварка термопластов ультразвуком
7. Сварка пластмасс трением
8. Сварка пластмасс излучением
9. Химическая сварка пластмасс

Как и при сварке металлов, при сварке пластмасс следует стремиться к тому, чтобы материал сварного шва и околошовной зоны по механическим и физическим свойствам мало отличался от основного материала.
Сварка термопластов плавлением, как и другие методы их переработки, основана на переводе полимера сначала в высокоэластическое, а затем в вязкотекучее состояние и возможна лишь в том случае, если свариваемые поверхности материалов (или деталей) могут быть переведены в состояние вязкого расплава. При этом переход полимера в вязкотекучее состояние не должен сопровождаться разложением материала термодеструкцией.
При сварке многих пластмасс выделяются вредные пары и газы. Для каждого газа имеется строго определённая предельно доступная его концентрация в воздухе (ПДК). Например, для диоксида углерода ПДК равна 20, для ацетона — 200, а для этилового спирта — 1000 мг/м³.

## Материалы на основе пластмасс
- Гетинакс
- Текстолит

### Биопластик
Биопластики — полимеры, в состав которых входит природное либо ископаемое сырье с биоразлагающимися компонентами. Биопластик может использоваться в качестве альтернативы для пластиков, вторичный сбор которых крайне сложен, или в изделиях разового назначения.
Наиболее популярными видами биопластиков являются полимолочная кислота (PLA) и полигидроксиалканоаты (PHA).
Отмечается, что использование биопластика усложняет вторичную переработку обычных пластмасс, поскольку изделия из биопластика трудноотличимы от изделий из обычных пластмасс, что ведет к их смешиванию при сортировке отходов, а такая смесь по технологическим причинам непригодна для переработки. В результате возникает необходимость внедрения раздельного сбора изделий из биопластика и обычного пластика, что практически невозможно.
Мировой уровень производства биопластиков находится на уровне 1 % от всего производства пластика. Связано это с дороговизной процесса производства и отсутствием условий для раздельного сбора и утилизации биопластика. Однако эксперты отмечают высокий потенциал роста и развития данного направления.

## Система маркировки пластика
Для обеспечения утилизации одноразовых предметов в 1988 году Обществом пластмассовой промышленности была разработана система маркировки для всех видов пластика и идентификационные коды. Маркировка пластика состоит из трёх стрелок в форме треугольника, внутри которых находится число, обозначающее тип пластика. Часто при маркировке изделий под треугольником указывается буквенная маркировка (в скобках указана маркировка русскими буквами). Для пластиков выделено семь кодов, в зависимости от типов пластика:
| Значок | Англоязычное название | Русское название                                                     | Свойства и безопасность | Примечание |
| ------ | --------------------- | -------------------------------------------------------------------- | --- | --- |
|        | PET или PETE          | ПЭТ, ПЭТФ Полиэтилентерефталат (лавсан)                              | Высокие барьерные показатели. Устойчивость к солнечному свету. Допустимое тепловое воздействие до +60°. При наличии специальной маркировки можно разогревать в микроволновках и духовках. Не рекомендуется использовать повторно. | Обычно используется для производства тары для минеральной воды, безалкогольных напитков и фруктовых соков, упаковки, блистеров, обивки. Имеет высокий потенциал для переработки. |
|        | PEHD или HDPE         | ПЭВП, ПЭНД Полиэтилен высокой плотности, полиэтилен низкого давления | Высокая прочность к химическому воздействию. Допустимое тепловое воздействие до 90°. | Производство бутылок, фляг, полужёсткой упаковки. Считается безопасным для пищевого использования. Имеет хороший потенциал для переработки. |
|        | PVC / V               | ПВХ Поливинилхлорид                                                  | Безопасен в использовании в бытовых и промышленных условиях. Химическая инертность, барьерные и антибактериальные свойства. Долгий срок эксплуатации. Устойчивость к низким температурам. Устойчивость к горению.                 | Используется для производства труб, трубок, садовой мебели, напольных покрытий, оконных профилей, жалюзи, изоленты, тары для моющих средств и клеёнки. Широко распространён в медицине и строительстве. Имеет высокий потенциал к переработке, но наблюдается нехватка мощностей для этого. |
|        | LDPE или PELD         | ПЭНП, ПЭВД Полиэтилен низкой плотности, полиэтилен высокого давления | Высокая прочность к химическому воздействию. Недопустимо использовать в микроволновках. Не рекомендуется нагревать. Не рекомендуется хранить горячую пищу.                                                                        | Производство брезентов, мусорных мешков, пакетов, плёнки и гибких ёмкостей. Считается безопасным для пищевого использования. Имеет хороший потенциал к переработке. |
|        | PP                    | ПП Полипропилен                                                      | Высокая прочность к химическому воздействию. Допустимо нагревать в микроволновке. Допустимо подвергать заморозке. | Используется в автомобильной промышленности (оборудование, бамперы), при изготовлении игрушек, а также в пищевой промышленности, в основном при изготовлении упаковок. Распространены полипропиленовые трубы для водопроводов. Считается безопасным для пищевого использования. Имеет хороший потенциал к переработке. |
|        | PS / EPS              | ПС Полистирол                                                        | Допустимо к многоразовому использованию с холодной пищей. Высокая ударопрочность и теплоизоляция. Недопустимо использовать в микроволновках. Не рекомендуется нагревать. Не рекомендуется хранить горячую пищу.                   | Используется при изготовлении плит теплоизоляции зданий, пищевых упаковок, столовых приборов и чашек, коробок CD и прочих упаковок (пищевой плёнки и пеноматериалов), игрушек, посуды, ручек и так далее. Материал является потенциально опасным, особенно в случае горения, поскольку содержит стирол. Имеет ограниченный потенциал к переработке. |
|        | OTHER или О           | Прочие                                                               | Сочетание разных видов пластика для улучшения его свойств, например композитная или многослойная упаковка | К этой группе относится любой другой пластик, который не может быть включен в предыдущие группы. Используется для изготовления твёрдых прозрачных изделий, как, например, детские рожки. Часть материалов имеет низкий потенциал к переработке, но часть материалов вполне успешно перерабатывается, например, смесь LDPE и HDPE, а также смесь полиэтилена и полипропилена, некоторые акриловые материалы, большая часть биопластиков. Такие материалы часто используются в производстве труб, пакетов, наполнителя для асфальта, ящиков, конусов и других товаров народного потребления. |

## Переработка пластиковых отходов
В развитых странах переработка отходов, в частности полимерных, стала одной из форм бизнеса, которым занимаются государство и частные компании.
Так, в Китае работает более 10 тыс. предприятий, которые занимаются переработкой отходов пластика, почти половина из них относится к крупному и среднему бизнесу, который постоянно наращивает объёмы переработки; в стране существует стихийное сообщество сборщиков мусора, которое занимается скупкой бытовых отходов у населения и последующей их перепродажей в пункты приема.
Некоторые страны перерабатывают значительную часть пластиковых отходов. Так, по состоянию на 2018 год в ЕС в целом перерабатывалось 41,5 % пластиковой упаковки, в том числе в Литве — 69 %, Словении — 60 %, в Болгарии — 59 %. В Швеции в 2023 году был введен в эксплуатацию крупнейший в мире завод по переработке пластика, позволяющий перерабатывать до 95 % используемой в стране пластиковой упаковки.
В январе 2018 года Еврокомиссия опубликовала стратегию переработки пластиковых отходов, согласно которой к 2030 году вся использованная пластиковая упаковка должна собираться и использоваться повторно.
В России перерабатывается 10-12 % всех пластиковых отходов, или около 800 тысяч тонн в год.
В России практикуются 2 модели, по которым пластик может быть переработан: в первом случае предполагается сбор «чистого» пластика и его последующее вовлечение в производство, а во втором — переработка отходов пластика низкого качества (например, смешанные с органикой) путем термической обработки в нафту и мазут.
С 2018 года в России действует запрет на захоронение отдельных видов отходов. Одновременно с этим началось развитие программ, направленных на раздельный сбор мусора.
К середине 2020-х годов в России планировалось наладить во всей стране систему разделения вторичной переработки мусора.

## Способы переработки пластика
Выделяются следующие способы переработки пластика: механический, химический и термический.
Механический способ заключается в сортировке и очистке пластиковых отходов, после чего их измельчают и гранулируют. Готовые гранулы используются как сырье для производства новых пластиковых изделий. Этот метод является наиболее распространённым. Его недостатками является невозможность переработки таким образом всех видов пластика, а также чувствительность к качеству сортировки и невозможность переработки составных изделий из разных видов пластика. Кроме того, переработанный таким образом пластик нельзя использовать для производства изделий, контактирующих с пищей.
Химический способ заключается в выделении или переработке полимерных молекул до мономеров и олигомеров при помощи химических реакций (гидролиз, гликолиз, метанолиз)
Данный метод является относительно новым, но прогнозируется существенный рост его применения. Преимуществами этого метода является возможность переработки смешанных, многокомпонентных и загрязнённых пластиковых отходов, а также получение после переработки пластиков, не отличимых по своим свойствам от исходных[.
Термический способ предусматривает термическое разложение пластика (пиролиз, газификация). Получаемыми продуктами являются жидкие углеводороды, углеводородный газ, кокс. Такой способ считается перспективным, в частности, для переработки отходов полиэтилена и полипропилена.
В декабре 2010 года Ян Байенс и его коллеги из университета Уорик предложили новую технологию переработки практически всех пластмассовых отходов. Машина с помощью пиролиза в реакторе с кипящим слоем при температуре около 500° С и без доступа кислорода разлагает куски пластмассового мусора, при этом многие полимеры распадаются на исходные мономеры. Далее смесь разделяется перегонкой. Конечным продуктом переработки являются воск, стирол, терефталевая кислота, метилметакрилат и углерод, которые являются сырьём для лёгкой промышленности. Применение этой технологии позволяет сэкономить средства, отказавшись от захоронения отходов, а с учётом получения сырья (в случае промышленного использования) является быстро окупаемым и коммерчески привлекательным способом утилизировать пластмассовые отходы.

## Вред от загрязнения пластиком

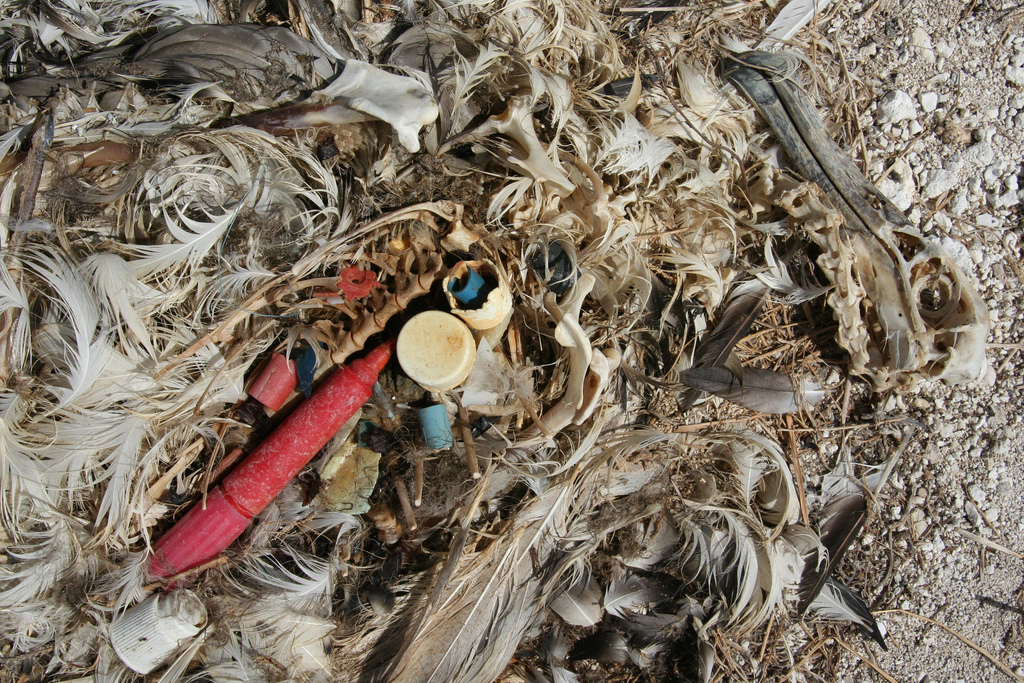
Останки птенца темноспинного (лайсанского) альбатроса, которому родители скармливали пластик; птенец не мог вывести его из организма, что привело к смерти либо от голода, либо от удушья

Скопления отходов из пластмасс образуют в Мировом океане под воздействием течений особые мусорные пятна. На данный момент известны пять больших скоплений мусорных пятен — по два в Тихом и Атлантическом океанах, и одно — в Индийском океане. Данные мусорные круговороты в основном состоят из предметов, связанных с рыболовством (сети, снасти и т.п.), и в меньшей степени из бытового мусора. Руководитель морских исследований Кара Лавендер Ло из Ассоциации морского образования (англ. Sea Education Association; SEA) возражает против термина «пятно», поскольку по своему характеру — это разрозненные мелкие куски пластика. Пластиковый мусор опасен тем, что морские животные, зачастую, могут не разглядеть прозрачные частицы, плавающие по поверхности, и токсичные отходы попадают им в желудок, часто становясь причиной летальных исходов.
Взвесь пластиковых частиц напоминает зоопланктон, и медузы или рыбы могут принять их за пищу. Большое количество долговечного пластика (крышки и кольца от бутылок, одноразовые зажигалки) оказывается в желудках морских птиц и животных,
в частности, морских черепах и черноногих альбатросов.
Помимо прямого причинения вреда животным, плавающие отходы могут впитывать из воды органические загрязнители, включая ПХБ (полихлорированные бифенилы).